# Platypodium
Genre
Synonymes
Callisemaea Benth.
Platypodium est un genre de plantes à fleurs dicotylédones de la famille des Fabaceae, sous-famille des Faboideae, originaire d'Amérique du Sud et d'Amérique centrale , qui comprend deux espèces acceptées.

## Liste d'espèces
Selon The Plant List (17 novembre 2018) :
- Platypodium elegans Vogel
- Platypodium viride Vogel